# Управляемость (теория управления)
Управляемость — одно из важнейших свойств системы управления и объекта управления (машины, живого организма, общества и т. п.), описывающее возможность перевести систему из одного состояния в другое. Исследование системы управления на управляемость является одним из важных шагов в синтезе управляющих контроллеров.

## Определение
Состояние {\displaystyle x(t_{1})} линейной системы управляемо, если существует такой вход {\displaystyle u(t)}, который переводил бы начальное состояние {\displaystyle x_{0}(t_{1})} в конечное состояние {\displaystyle x_{k}(t_{2})} за конечный интервал времени {\displaystyle (t_{2}-t_{1})}.
Система называется полностью управляемой, если все компоненты её вектора состояний управляемы.

## Критерий управляемости (критерий Калмана)
Для линейных систем существует критерий управляемости в пространстве состояний.
Пусть существует система порядка {\displaystyle n} (с {\displaystyle n} компонентами вектора состояния), {\displaystyle p} входами и {\displaystyle q} выходами, записанная в виде:
{\displaystyle {\dot {\mathbf {x} }}(t)=A\mathbf {x} (t)+B\mathbf {u} (t)}
{\displaystyle \mathbf {y} (t)=C\mathbf {x} (t)+D\mathbf {u} (t)}
где
{\displaystyle x(t)\in \mathbb {R} ^{n}}; {\displaystyle y(t)\in \mathbb {R} ^{q}}; {\displaystyle u(t)\in \mathbb {R} ^{p}};
{\displaystyle \operatorname {dim} [A]=n\times n}, {\displaystyle \operatorname {dim} [B]=n\times p}, {\displaystyle \operatorname {dim} [C]=q\times n}, {\displaystyle \operatorname {dim} [D]=q\times p}, {\displaystyle {\dot {\mathbf {x} }}(t):={d\mathbf {x} (t) \over dt}}.
здесь
{\displaystyle x(\cdot )} — «вектор состояния»,
{\displaystyle y(\cdot )} — «вектор выхода»,
{\displaystyle u(\cdot )} — «вектор входа»,
{\displaystyle A} — «матрица системы»,
{\displaystyle B} — «матрица управления»,
{\displaystyle C} — «матрица выхода»,
{\displaystyle D} — «сквозная матрица».
Для неё можно составить матрицу управляемости:
{\displaystyle {\begin{bmatrix}B\ AB\ A^{2}B\ \dots \ A^{n-1}B\end{bmatrix}}}
Согласно критерию управляемости если ранг матрицы управляемости равен {\displaystyle n}, система является полностью управляемой.